# St.-Joachims-Orden

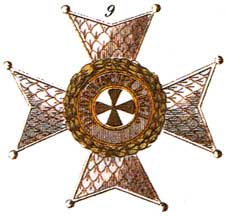
Bruststern des St.-Joachims-Ordens

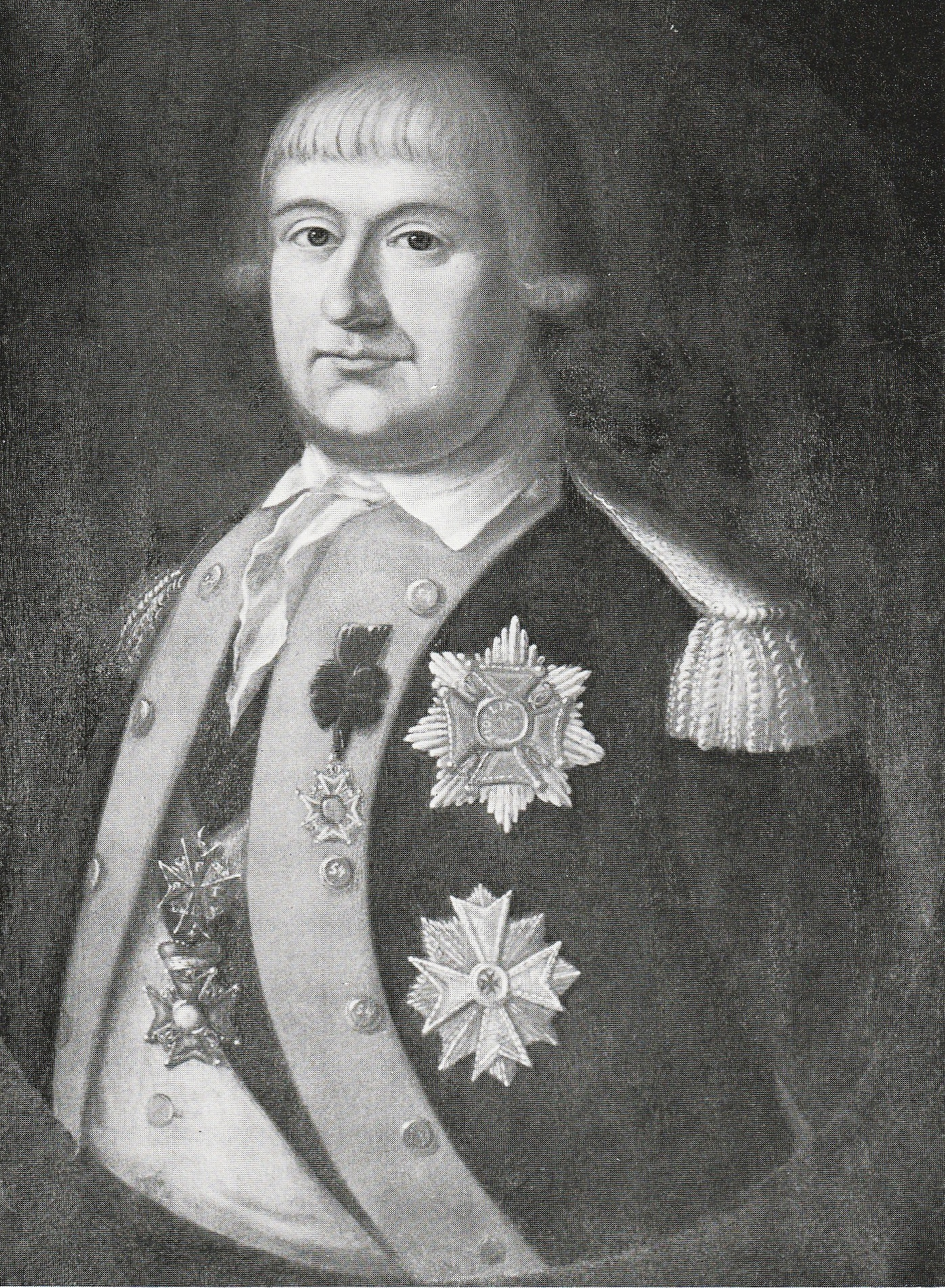
Graf Carl II. Gustav Reinhard Woldemar von Leiningen, mit dem Großmeisterstern (rechts unten)

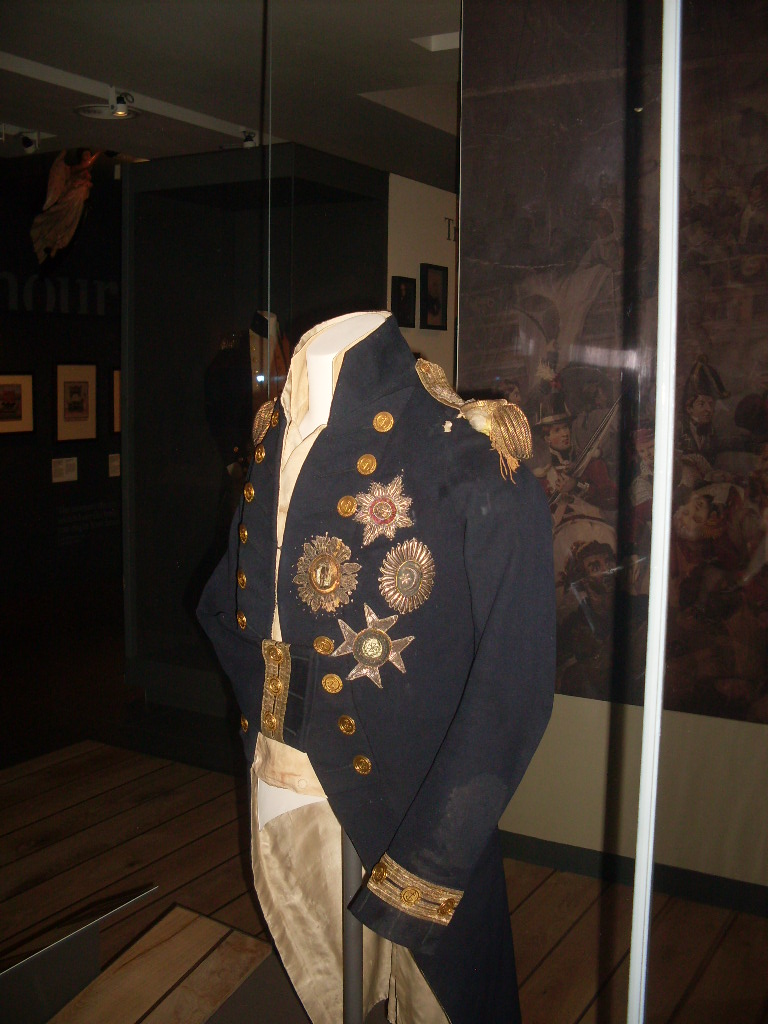
Admiral Nelsons letzter Uniformrock. Rechts unten der Stern des St.-Joachims-Ordens

Der St.-Joachims-Orden, auch Orden von St. Joachim, ist ein ökumenischer Ritterorden, der 1755 von Christian Franz von Sachsen-Coburg-Saalfeld gegründet wurde.

## Geschichte
Gestiftet wurde er am 20. Juni 1755. Als Stifter werden neben dem Prinzen Christian Franz von Sachsen-Coburg-Saalfeld vierzehn weitere Edle, Herzöge, Prinzen und Grafen genannt. Zu Beginn hieß der Orden Providenzorden, später Jonathansorden (Langbezeichnung: Jonathansorden der Verteidigung der Ehre der göttlichen Vorsehung), bis er endgültig seinen Namen St. Joachims-Orden erhielt. Nur ein Souverän durfte Großmeister werden.
Als Großmeister fungierte zunächst der Stifter, Herzog Christian Franz. Ihm folgte 1773 Graf Franz Xaver von Montfort im Amt nach. Nach seinem Tod übernahm 1784 der im Schloss Oberhof zu Grünstadt residierende Graf Georg Carl I. August Ludwig von Leiningen-Westerburg-Neuleiningen (1717–1787) das Großmeisteramt, gefolgt von seinem Sohn Carl II. Gustav Reinhard Woldemar (1747–1798) und von seinem Enkel Ferdinand Carl III. (1767–1813). In dieser Zeit sah man den Orden als einen gräflich-leiningischen an, wenngleich er überterritorial blieb. Von Graf Carl II. Gustav Reinhard Woldemar existiert ein schönes Porträt in Uniform, auf dem er neben anderen Dekorationen den mit Strahlen unterlegten Stern des Großmeisters trägt.
Laut den am 20. Juni 1787 in Grünstadt publizierten, erneuerten Statuten konnte jeder christliche Edelmann und jedes christliche adelige Frauenzimmer ohne Unterschied von Konfession und Nation aufgenommen werden. „Die so wahrvolle Lehre von dem Dasein des ewigen, dreieinigen Gottes und seiner allerhöchsten Vorsehung zu verbreiten“, die „Religionsduldung und Vertragsamkeit unter sich und mit anderen zu fördern“ und „alle Religionsspötterei zu verabscheuen“ waren neben der Ehre der Zugehörigkeit, die wesentlichsten Ordenszwecke. Nach § 6 dieses Statuts plante man in der Residenz des Großmeisters auch ein Erziehungsinstitut für junge Edelleute einzurichten, um sie in diesem Sinne zu erziehen. Bei Kindern minderbemittelter Ordensangehöriger sollte der Schulbesuch kostenlos sein. Ob es tatsächlich dazu kam, ist nicht bekannt; Grünstadt gehörte ab 1793 zum Kampfgebiet des 1. Koalitionskrieges, die Grafen von Leiningen mussten fliehen und die Stadt wurde bald durch französische Revolutionstruppen besetzt.
1806 beanspruchte Napoleons Schwager, Joachim Murat, seit jenem Jahr Großherzog von Berg, das Großmeisteramt des Ordens, der seinen Namen trug. Murat begann den Orden an Franzosen zu verleihen und änderte das Aussehen der Dekoration leicht ab. Ab 1808 wurde er König von Neapel und führte ihn auch dort ein.
Ferdinand Carl III. zu Leiningen-Westerburg-Neuleiningen bestand jedoch unabhängig davon auf seinem Großmeisteramt. 1802 ernannte er Admiral Nelson für seinen Sieg über die Franzosen bei Abukir zum Großkommandeur des Joachimsordens. Dieser nahm ihn mit Stolz an und trug ihn mit Erlaubnis des britischen Königs. Auf dem Uniformrock, den der Admiral 1805 bei seinem Tod trug und der sich nun im National Maritime Museum befindet, ist der Ordensstern bis heute aufgenäht. Der ebenfalls von Graf Leiningen ausgezeichnete Vize-Admiral Philippe D'Auvergne, Gegner Napoleons, wollte seinen St.-Joachims-Orden zurückgeben, als er erfuhr, dass Joachim Murat nun Großmeister sei. Er behielt ihn, nachdem man ihn überzeugt hatte, Leiningen sei nach wie vor der legitime Amtsinhaber. Christian Ludwig zu Leiningen-Westerburg-Neuleiningen 1771–1819, österreichischer Offizier und Bruder des Großmeisters Ferdinand Carl III. zu Leiningen, war ebenfalls Ordensritter und das Tragen der Insignien wurde ihm von Kaiser Leopold II. ausdrücklich gestattet, während es in Bayern und verschiedenen anderen Staaten verboten blieb.
1802 bestand der Orden aus dem Großmeister, dem Großprior (Graf Julius von Soden), 14 Großkommandeuren und 17 Kommandeuren. Ritter gab es 44, außerdem 1 Großkreuzdame, 2 Kleinkreuzdamen und 9 Ehrenmitglieder. 1804 nahm man den Dichter Karl Reinhard als Ehrenritter auf.
Schließlich wurde Herzog Ernst I. von Sachsen-Coburg und Gotha (1784–1844) Ordensgroßmeister. Ihm folgten sein Sohn Ernst II. (1818–1893), sein Enkel Alfred (1844–1900) und sein Urenkel Carl Eduard (1884–1954). 1929 und 1948 wurde der Orden jeweils reorganisiert. Man verzichtete auf die Einteilung in adlige und nichtadlige Mitglieder, legte politische Neutralität fest und wies ausdrücklich darauf hin, dass der Orden jede Verbindung mit der Freimaurerei strikt ablehne. Die Ordensgemeinschaft besteht heute aus den Komtureien Vereinigtes Königreich, Österreich-Deutschland, Vereinigte Staaten und Kanada sowie der Knights Errant Commandery (wörtl. „Komturei der wandernden Ritter“) für Mitglieder in Ländern ohne nationale Komturei unter dem Großprior.

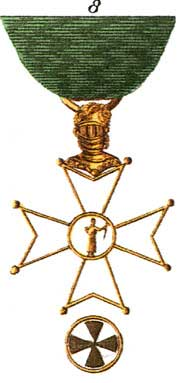
Ordenskreuz, Vorderseite. Rückseitig im Medaillon das darunter abgebildete grüne Kreuz

## Klassen
Seit 1787 ist der Orden in drei Ordensklassen geteilt:
- Großkommandeur (GCJ)
- Kommandeur (KCJ/DCJ)
- Ritter/Dame (KJ/DJ)

## Ordensdekoration
Die Ordensdekoration ist ein goldenes weißes emailliertes achtspitziges Kreuz. Auf dem mittigen Medaillon befindet sich ein Bildnis des heiligen Joachim. Das Kreuz hat über dem oberen Kreuzarm einen offenen Helm. Das Ordensband ist in dunkelgrün gehalten. Weltliche Großkommandeure tragen es als Schulterband, geistliche Großkommandeure, Kommandeure und Ritter um den Hals. Die Großkommandeure und Kommandeure tragen außerdem noch einen Bruststern mit einem grünen Tatzenkreuz, der Ordensdevise JUNXIT AMICUS AMOR und grünem Eichenkranz.